# Mariblanca Sabas Alomá
Mariblanca Sabas Alomá, född 1901, död 1983, var en kubansk författare, journalist och feministisk aktivist. 
Hon var verksam i två av Kubas ledande kvinnoorganisationer: hon var medgrundare av Grupo Minorista, ordförande i Partido Democrata Sufragista, redaktör i kvinnotidningen La Mujer och 1923 deltagare i Kubas första kvinnokongress, Congreso Nacional de Mujeres de Cuba. Hon blev Kubas första kvinnliga minister när hon utnämndes till minister utan portfölj 1949.  